# Sudbury Town (Metropolitano de Londres)
Sudbury Town (/ˈsʌdbəri/) é uma estação do Metrô de Londres no ramal Uxbridge da linha Piccadilly. A estação fica entre Alperton e Sudbury Hill, e está na Zona 4 do Travelcard. Ele está localizada na fronteira entre os boroughs londrinos de Brent e Ealing, com sua entrada principal na Station Approach em Sudbury. O pátio da estação é conhecido como Station Crescent. A estação serve Sudbury, que forma a parte ocidental de Wembley.
A estação de Sudbury & Harrow Road da National Rail está localizada a cerca de 350 m ao norte, enquanto que a estação Wembley Central, na Bakerloo line e na linha London Overground para Watford Junction, fica a cerca de 1 km a leste.

## História
A estação de Sudbury Town foi inaugurada em 28 de junho de 1903 pela District Railway (DR, agora a linha District) para South Harrow de Park Royal & Twyford Abbey.
Esta nova extensão foi, junto com os trilhos existentes de volta a Acton Town, a primeira seção das linhas de superfície do Metrô a ser eletrificada e operar elétrica em vez de trens a vapor. As linhas de tubo de nível profundo abertas na época (City & South London Railway, Waterloo & City Railway e Central London Railway) eram alimentadas eletricamente desde o início.
O prédio da estação original foi demolido em 1930 e 1931 e substituído por uma nova estação em preparação para a transferência do ramal da linha District para a linha Piccadilly. A nova estação foi projetada por Charles Holden em estilo europeu moderno usando tijolo, concreto armado e vidro. Como as estações em Sudbury Hill ao norte e Alperton ao sul, bem como outras que Holden projetou em outros lugares para as extensões da linha leste e oeste de Piccadilly, como Acton Town e Oakwood, a estação de Sudbury Town apresenta uma bilheteria alta em forma de bloco que se eleva acima uma estrutura horizontal baixa que contém instalações de estação e lojas. As paredes de tijolos da bilheteria são pontuadas com painéis de janelas de clerestório e a estrutura é coberta por uma cobertura de laje plana de concreto. A estação de Sudbury Town é um edifício listado como Grau II*. Algumas das sinalizações originais da estação usam o tipo de letra Johnston Delf Smith, uma variação com serifa em cunha do tipo de letra padrão Johnston do Metrô de Londres.
Em 4 de julho de 1932, a linha Piccadilly foi estendida para correr a oeste de seu terminal original em Hammersmith, compartilhando a rota com a linha District para Ealing Common.

## Serviços
O serviço fora do horário de pico em trens por hora (tph) é:
- 6tph para Cockfosters (sentido leste)
- 3tph para Rayners Lane (sentido oeste)
- 3tph para Uxbridge via Rayners Lane (sentido oeste)

O serviço de horário de pico em trens por hora (tph) é:
- 12tph para Cockfosters (sentido leste)
- 6tph para Rayners Lane (sentido oeste)
- 6tph para Uxbridge via Rayners Lane (sentido oeste)

## Conexões
As linhas de ônibus de Londres 204, 487 e H17 servem a estação.

## Ligações externas

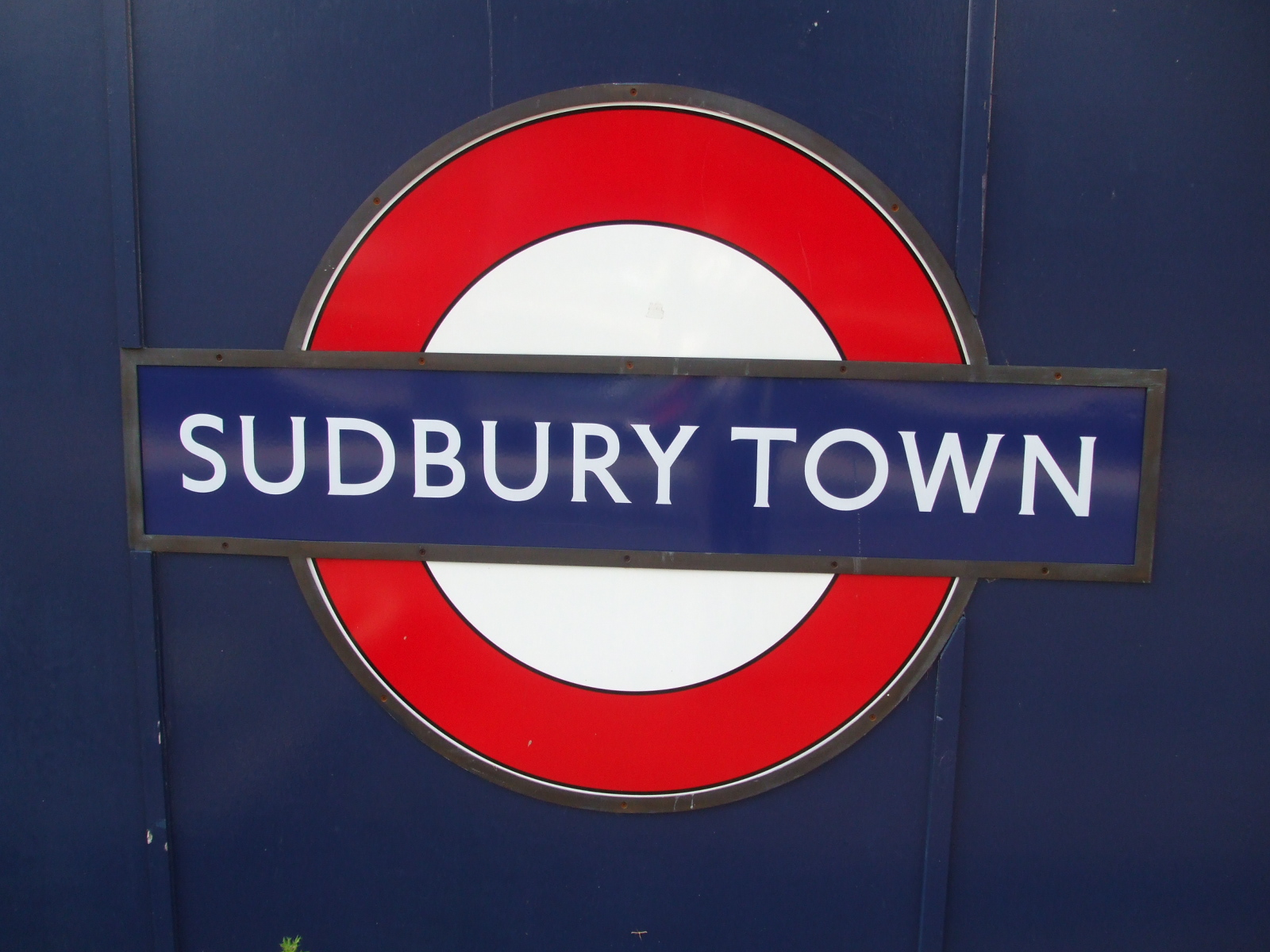
Variante Petit-serif do tipo Johnston